# Revolver
„Revolver“ е седмият студиен албум на британската рок група Бийтълс. Издаден е на 5 август 1966 г. с етикета на Parlophone. Продуциран е от Джордж Мартин. През август 1966 достига номер едно в продажбите и остава на първо място за шест седмици.

## Песни
Страна А:
1. Taxman
2. Eleanor Rigby
3. I`m Only Sleeping
4. Love You To
5. Here, There And Everywhere
6. Yellow Submarine
7. She Said She Said

Страна Б:
1. Good Day Sunshine
2. And Your Bird Can Sing
3. For No One
4. Doctor Robert
5. I Want To Tell You
6. Got To Get You Into My Life
7. Tomorrow Never Knows